# محمد جحفلی
محمد جحفلی (عربی: محمد يحيى جحفلي؛ زادهٔ ۲۴ اکتبر ۱۹۹۰) یک بازیکن فوتبال اهل عربستان سعودی است که در پست مدافع در   بازی میکند.
از باشگاه‌هایی که در آن بازی کرده‌است می‌توان به الهلال عربستان، الفیصلی عربستان اشاره کرد.